# Роберта Маккейн
Робе́рта Макке́йн (англ. Roberta McCain, до шлюбу — Райт (англ. Wright); 7 лютого 1912 — 12 жовтня 2020) — мати сенатора від штату Аризона Джона Сіднея Маккейна ІІІ, вдова адмірала Джона Маккейна-молодшого. Американська довгожителька.

## Біографія
Роберта та її сестра-близнючка Ровена (1912—2011) народились 7 лютого 1912 року в Оклахомі. Батьки — Арчибальд (1874—1971) та Мірті Флетчер (1885—1972) — побралися у Техасі 1901 року.
Навчалася в Університеті Південної Каліфорнії. 1933 року одружилася з мічманом (згодом адміралом) Джоном Маккейном II. Народила трьох дітей: дочку Сенді (нар. 1934 року), та синів Джона і Джозефа (нар. 1936 та 1942 відповідно). Окрім дванадцятьох онуків, Роберта Маккейн мала п'ятнадцять правнуків.

## Ювілей
Про сотий день народження Роберти Маккейн (лютий 2012) писала низка періодичних видань США, у тому числі Вашингтон Пост.